# Комитет државне безбедности СССР
Комитет државне безбедности СССР (рус. Комитет государственной безопасности CCCP, КГБ СССР) је било име главне совјетске службе безбедности и обавештајне службе, као и главне тајне полиције од 13. марта 1954. године до 6. новембра 1991. године. Задужења КГБ-а се оквирно могу поредити са задужењима америчке Централне обавештајне агенције (ЦИА), против-обавештајне службе, одсека за унутрашњу безбедност Федералног истражног бироа (ФБИ), и безбедности Савезне службе за заштиту и Тајне службе.
Ова агенција је била војна служба регулисана војним законима и прописима, на исти начин као Совјетска армија или унутрашње трупе МВД. Док већина архива КГБ-а остаје поверљива, доступна су два документарна извора на интернету. Њене главне функције биле су спољна обавештајна, контраобавештајна, оперативно-истражна делатност, чување државне границе СССР-а, чување руководства Централног комитета комунистичке партије и Совјетске владе, организација и безбедност владиних комуникација као и борба против националистичких, дисидентских, верских и антисовјетских активности.
Дана 3. децембра 1991, КГБ је званично распуштена. Касније ју је у Русији наследила Спољна обавештајна служба (СВР) и оно што ће касније постати Федерална служба безбедности (ФСБ). После рата у Јужној Осетији 1991–1992, самопроглашена Република Јужна Осетија основала је сопствени КГБ, задржавши нереформисано име. Поред тога, Белорусија је 1991. основала свог наследника КГБ-а Белоруске ССР, Белоруски КГБ, задржавши нереформисано име.

## Историја
Марта 1953, Лаврентиј Берија је ујединио МВД и МГБ у једно тело, МВД. Над Беријом је затим извршена смртна казна (убрзо након Стаљинове смрти), и МВД је подељен. Реформисани МВД је задржао своје функције унутрашње безбедности (полиција и правосуђе), док је нови КГБ преузео функције унутрашње и спољашње безбедносне функције. КГБ је био подређен савету министара. 5. јула, 1978. КГБ је преименован у „КГБ Совјетског Савеза“ а директору КГБ-а је дато место у савету.
КГБ је распуштен због учешћа његовог шефа, генерал-пуковника Владимира Крјучкова, у покушају пуча у августу 1991. године чији је циљ било свргавање Михаила Горбачова и спречвање распада Совјетског Савеза. Он је користио значајне ресурсе КГБ-а да помогне пуч. Крјучков је ухапшен, и генерал Вадим Бакатин је постављен за председавајућег 23. августа, 1991, са мандатом да расформира КГБ. 6. новембра 1991, Руски КГБ је званично престао да постоји, мада је организација која га је наследила, Федерална служба безбедности (ФСБ) функционисала на начин врло сличан КГБ-у.
Белорусија је једина пост-совјетска земља, где се организација наследница још увек зове КГБ. У Белорусији је такође један од оснивача КГБ-а, Феликс Дзержински — који је рођен у градићу који је данас на територији Белорусије — и даље народни херој.
Неки чланови КГБ-а су га звали именом „Комитет“ док су га остали запослени звали Контора Грубих Бандитов - „удружење грубих бандита“.

## Задаци и организација
Задаци КГБ-а су били шпијунажа, контра-шпијунажа, ликвидација антисовјетских и контра-револуционарних формација унутар Совјетског Савеза, заштита граница, и заштита вођа партије и државе и кључне државне имовине. КГБ је такође истраживао и процесуирао оне који су крали државну или социјалистичку имовину. За разлику од западних обавештајних служби, КГБ (у теорији) није био заинтересован за откривање намера непријатеља, већ само његових способности.
Користећи идеолошко привлачење, Совјети су успешно регрутовали велики број шпијуна на високим функцијама. Најзначајнији су успеси КГБ-а у сакупљању америчких атомских тајни, и Кембриџка петорка, посебно Ким Филби у Уједињеном Краљевству. Ова идеолошка метода врбовања је заказала након сламања Мађарске револуције, 1956. године. Уместо тога, КГБ је морао да се ослони на уцене и подмићивање код већине својих шпијуна. Овај метод је такође донео значајне успехе, попут кртице ЦИА, Олдриха Ејмса и кртице ФБИ, Роберта Хансена, али су ови успеси били знатно ређи него раније.

## Значајне операције КГБ-а
- Алгер Хис је био шпијун КГБ-а.
- Роберт Хансен је опскрбио КГБ информацијама о америчким контра-обавештајним напорима.
- Олдрих Ејмс је био кртица КГБ-а у ЦИА.
- Етел и Џулиус Розенберг су осуђени на смрт због завере чији је циљ била крађа тајни америчких нуклеарних програма за КГБ.

Џејмс Џизус Енглтон, шеф контра-обавештајаца ЦИА се наводно смртно плашио да је КГБ имао кртице на две кључне позиције: у контра-обавештајном одсеку ЦИА и у контра-обавештајном одсеку ФБИ. Са те две кртице, КГБ би имао контролу или знање о свим америчким напорима да ухвате шпијуне КГБ-а, и могао би да их заштити поткопавањем сваке истраге која би могла да донесе резултате, или барем да упозори своје шпијуне; такође, контра-обавештајци су имали задатак да проверавају стране обавештајне изворе, тако да су кртице у тој области могле да дају овлашћења двоструким агентима који би радили против ЦИА. Хватањем Олдриха Ејмса и Роберта Хансена, изгледа да су Енглтонови страхови, који су раније сматрани параноичним, били утемељени.
КГБ је повремено вршио атентате, као што је атентат на украјинског националисту Степана Бандеру. Такође је често помагао безбедносним службама других земаља у спровођењу атентата; један од чувених примера је убиство Георгија Маркова, у коме су бугарски агенти користили КГБ-ов кишобран.

## Организација
- КГБ је био државна обавештајна и безбедносна агенција Совјетског Савеза и директно је контролисао републичке нивое КГБ. Ипак, како је Русија била средиште Совјетског Савеза, сам КГБ је такође био и руски републички КГБ. КГБ је директно контролисала КПСС и начелно је пратио њене смернице.
- Виши штаб се састојао од председавајућег, једног или двојице првих заменика председавајућег, и четири до шест заменика председавајућег. 
  - Колегијум КГБ-а, који се састојао од председавајућег, општег заменика председавајућег (all Deputy Chairmen), одређених шефова директората и једног или двојице председавајућих републичких КГБ-ова, је доносио кључне одлуке.
- КГБ је био организован у директорате. Неки од најбитнијих директората су били:
  - Први главни директорат (спољне операције) - одговоран за спољне операције и активности у вези са скупљањем обавештајних података.
  - Други главни директорат - одговоран за унутрашњу политичку контролу грађана и странаца у Совјетском Савезу.
  - Трећи главни директорат (оружане снаге) - који је контролисао војне контра-обавештајце и политички је надзирао оружане снаге.
  - Пети главни директорат - који се такође бавио унутрашњом безбедношћу. Првенствено је био формиран да би се борио против политичких дисидената, преузео је неке задатке које је претходно обављао Други главни директорат попут верских дисидената, праћења уметничке јавности, и цензуре публикација.
  - Седми директорат (надзор) - који се бавио надзором, опскрбом опремом за праћење и надгледање активности странаца и совјетских грађана.
  - Осми главни директорат - одговоран за комуникације. Бавио се праћењем страних комуникација, и био је одговоран за криптографске системе које су користиле дивизије КГБ-а, одашиљање ка прекоморским станицама КГБ-а, и развој комуникационе опреме.
  - Девети директорат (гарда) - формација од 40.000 људи која је обезбеђивала униформисане стражаре и телохранитеље за вође КПСС и њихове породице, битне владине установе у Совјетском Савезу, укључујући складишта нуклеарних бојевих глава. Такође је управљао ВИП метро системом у Москви, и владиним безбедним телефонским системом који је повезивао високе владине и званичнике КПСС. Под Борисом Јељцином, овај директорат је постао Федерална заштитна служба (ФПС).
  - Шеснаести главни директорат (државне комуникације) - унапређен од одсека. Био је одговоран за функционисање владиног телефонског и телеграфског система Совјетског Савеза.
  - Директорат граничне гарде - ова формација са 245.000 људи је била одговорна за граничну безбедност и борила се против кријумчарења преко дугачких граница Совјетског Савеза. Овај директорат је такође имао и велике морнаричке и ваздушне контингенте.
- У саставу КГБ-а су такође били и следеће независне формације:
  - КГБ одсек за особље,
  - секретаријат КГБ,
  - КГБ штаб за техничку подршку,
  - КГБ одсек за финансије,
  - КГБ архив,
  - КГБ администрациони одсек, и
  - КПСС комитет.
  - КГБ ОСНАЗ (одред за специјалне операције), Алфа група, Група бета, и Делфин, Вимпел итд. чија су тачна задужења непозната.
  - Кремаљске гардијске снаге - изван контроле деветог гардијског директората. Кремаљске гардијске снаге су пружале униформисану стражу за Кремљ и телохранитељске услуге председништву. Касније су од њих постале Председничке безбедносне снаге или ПСС.